# عفرااحمر (العدين)

تعديل مصدري - تعديل

عفرااحمر محلة تابعة لقرية المكاربة، التابعة لعزلة الوادي بمديرية العدين إحدى مديريات محافظة إب في الجمهورية اليمنية.، بلغ تعداد سكانها 28 حسب تعداد اليمن لعام 2004.